# Nacajuca
Nacajuca är en kommunhuvudort i Mexiko.   Den ligger i kommunen Nacajuca och delstaten Tabasco, i den sydöstra delen av landet, 700 km öster om huvudstaden Mexico City. Nacajuca ligger 7 meter över havet och antalet invånare är 9 471.
Terrängen runt Nacajuca är mycket platt. Runt Nacajuca är det tätbefolkat, med 356 invånare per kvadratkilometer. Närmaste större samhälle är Cunduacán, 20,0 km sydväst om Nacajuca. Trakten runt Nacajuca består till största delen av jordbruksmark.